# Heshen
Heshen (Mandchou :  Hešen; Sinogramme : 和珅 Héshēn; EFÉO : Ho-Chen) (1er juillet 1750 - 22 février 1799) est un fonctionnaire mandchou de la dynastie Qing, célèbre pour son influence démesurée sous le règne de l'empereur Qianlong et pour sa corruption systémique. Commençant comme simple porteur de lanterne, il s'attira les faveurs de la cour par son intelligence, son éloquence et ses talents administratifs, devenant en quelques années le favori incontesté du souverain. Cumulant les postes stratégiques, dont celui de chef du Conseil impérial, il contrôla pendant plus de vingt ans les leviers politiques, militaires et économiques de l'Empire, éclipsant même les princes impériaux.
Son insatiable appât du gain fit de lui l'un des fonctionnaires les plus riches de l'histoire de Chine : sa fortune personnelle, saisie après sa chute, équivalait selon certaines sources à plus de vingt années de recettes fiscales impériales, incluant terres, palais, or, lingots d'argent et multiples activités commerciales. Accusé de concussion, trafic d'influence et détournement massif de fonds publics, il fut arrêté immédiatement après la mort de son protecteur l'empereur Qianlong en 1799 et condamné à un suicide forcé quelques jours plus tard. Cette chute spectaculaire, symbole de la décadence de la fin de l'ère Qianlong, fait aujourd'hui de son nom un archétype de la voracité bureaucratique et de l'abus de pouvoir dans la mémoire collective chinoise.

## Biographie

### Jeunesse
Heshen, né Shanbao, prénom social Zhizhai, voit le jour le 1er juillet 1750, le 28e jour du 5e mois lunaire de la 15e année du règne de l'empereur Qianlong. Il est le frère de Helin. Sa famille appartient à la bannière rouge régulière mandchoue et réside dans la ruelle Lürrou Hutong (aujourd'hui Xisi Toutiao (zh)) à l'intérieur de la porte Xizhimen (en) de Pékin. Son père, Changbao (常保), détient le titre de capitaine de cavalerie légère de troisième classe et sert comme commandant adjoint du Fujian. Sa mère est la fille du gouverneur général du fleuve, Jiamo (嘉谟), et sa belle-mère est la fille du ministre du Personnel (zh) de l'époque, Wumitai (zh).
L'enfance de Heshen est marquée par l'adversité. À l'âge de trois ans, sa mère décède en couches en donnant naissance à Helin. Son père est en poste loin dans le Fujian, et sa belle-mère traite les frères avec froideur. Dans cet environnement difficile, Heshen se dévoue à ses études. À neuf ans, il est admis avec Helin à l'école officielle du palais de Xian'an, l'une des meilleures écoles de la capitale. L'année suivante, son père meurt de maladie au Fujian, laissant derrière lui peu de biens. Heshen et ses frères sont contraints d'emprunter pour vivre, ce qui entraîne un éloignement progressif de leurs proches. Ces épreuves de jeunesse forgent son caractère, le rendant plus résilient que la normale. Doté d'une grande intelligence, Heshen est studieux et possède une mémoire exceptionnelle, recevant souvent les éloges de ses professeurs. Durant cette période, il maîtrise le mandchou et le mandarin, ainsi que le mongol, le tibétain et même des mantras secrets des régions de l'Ouest, se distinguant nettement de ses camarades.

### Ascension fulgurante et pouvoir absolu
En 1772, la 37e année du règne de Qianlong, Heshen est nommé garde impérial (en) de troisième classe. En 1775, il est promu garde du corps impérial et devient vice-commandant de la Bannière Bleue Bordée. En mars de l'année suivante, il entre au Grand Conseil. Il gagne rapidement la faveur impériale en anticipant les désirs de l'empereur Qianlong. Les annales historiques rapportent : « Si l'empereur Gaozong (Qianlong) manifestait le besoin de cracher, Heshen lui présentait aussitôt un pot de chambre ». Il exerce son pouvoir pendant plus de vingt ans, étant promu quarante-sept fois. Il détient un pouvoir écrasant à la cour, et les fonctionnaires rivalisent pour le flatter. Il extorque et accepte ouvertement des pots-de-vin, écarte les dissidents, entraînant la corruption de l'administration et le pullulement d'opportunistes à la cour. Heshen occupe plus de soixante postes officiels importants au cours de sa vie, ce qui témoigne de la confiance de l'empereur Qianlong. Le Suowenlu (所闻录, « Chronique des témoignages ») relate : « Sous le règne de Qianlong des Qing, alors que Heshen régnait en maître sur l'État - dont le pouvoir écrasait son époque -, [...] il forma des factions pour servir ses intérêts privés, jetant l'effroi sur son passage, au point que nul officier de la cour n'osait affronter son courroux ».
Au début, Heshen est un administrateur brillant et intègre. Il consolide sa position grâce à des réussites politiques comme l'« instruction des dossiers judiciaires du Yunnan » (雲南辦案) et la « vérification des comptes du Shandong » (山東查帳). Qianlong lui accorde une confiance particulière et donne même sa plus jeune fille, la princesse Hexiao (en), en mariage au fils de Heshen, Fengshen Yinde (zh), faisant de Heshen non seulement un homme de grand pouvoir, mais aussi un membre de la parentèle impériale (zh). Avec l'augmentation de son pouvoir, ses désirs personnels grandissent également. Il utilise activement ses fonctions pour accumuler des richesses. Il se livre à la corruption et aux pots-de-vin en abusant de son pouvoir, forme des factions, usurpe l'autorité et accumule des richesses. Il investit massivement dans des activités commerciales, ouvre des prêteurs sur gages, établit des banques (qianzhuang (en)), construit des fours à charbon et gère diverses entreprises. Il est non seulement le Grand Conseiller (zh) le plus puissant de son époque, mais aussi le plus riche de toute la dynastie Qing.
Le prince héritier Yongyan, le censeur impérial (zh) Qian Feng et le ministre Liu Yong (en), représentant les forces intègres de la cour, lancent de nombreux défis à Heshen, mais ce dernier parvient toujours à déjouer leurs plans. Zhang Xuecheng note : « Heshen exerça le pouvoir pendant trente années ; dans un pacte de duplicité hiérarchique, [ses complices] ne se livrèrent qu'au pillage des biens publics : commençant par dévorer comme le ver à soie, pour finir par engloutir comme la baleine ».

### La chute

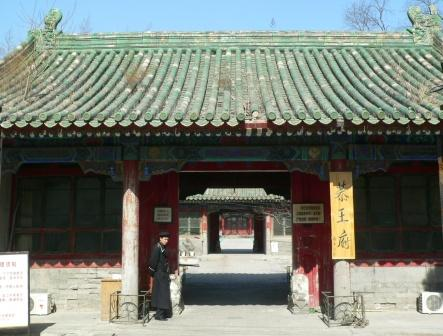
La maison du Prince Gong, l'ancienne résidence de Heshen.

Le 7 février 1799, l'empereur Qianlong, devenu empereur retiré, décède. Le 17 février, l'empereur Jiaqing annonce les vingt grands crimes de Heshen et ordonne la confiscation de ses biens. Les histoires non officielles estiment que cette fortune équivaut aux revenus du gouvernement Qing pendant plus de dix ans, d'où le dicton : « Quand Heshen s'effondre, Jiaqing fait bombance ». Le 22 février, après délibération, la peine de mort par écartèlement est commuée en suicide en prison. L'empereur Jiaqing confisque ses biens et extermine sa famille pour apaiser la colère populaire. Son fils aîné, Fengshen Yinde, est épargné de la peine collective grâce à son mariage avec la dixième fille de l'empereur Qianlong, la princesse Gulin Hexiao.
Sa résidence est décorée de manière plus somptueuse que les jardins royaux, et sa magnificence dépasse celle des demeures des autres ministres. Après la chute de Heshen, elle est successivement attribuée au prince Yonglin (en), puis au prince Gong (en), devenant ce que l'on connaît aujourd'hui sous le nom de maison du Prince Gong.

#### Poème d'adieu
| « 夜色月如水，嗟而困不伸。 百年原是梦，卅载枉费神。 暗室难换算，墙高不见春。 星辰环冷月，缧绁泣孤臣。 对景伤前事，怀才误此身。 余生料无几，空负九重仁。 » | « Nuit où la lune est comme eau limpide, Hélas ! captif, mon corps ne se délie. Cent ans ne furent qu’un songe vain, Trente ans de pouvoir – vaine folie. Sombre cachot où nul compte ne se justifie, Hauts murs cachant le printemps qui renaît. Étoiles encerclant l’astre froid, Fers pleurant le ministre désormais seul. Devant ce spectacle, je pleure mes actes passés : Mon talent m’a perdu, voilà la vérité. Il ne me reste que peu à vivre, Ayant trahi la clémence de Sa Majesté. » |

Il en existe un autre, très largement répandu :
| « 五十年来梦幻真，今朝撒手谢红尘。 他日水泛含龙日，留（或任）取香烟是后身。 » | « Cinquante années d'illusions, mirage véridique, aujourd'hui je lâche prise, quittant la poussière rouge. Quand viendra le jour du dragon porté par les flots, laissez mon âme renaître dans la fumée d'encens. » |

## Fortune
Selon des documents historiques non officiels tels que le Grand recueil d'anecdotes historiques des Qing (清朝野史大观, Qingchao yeshi daguan), la fortune totale de Heshen atteignait « 800 millions de taels, voire davantage - alors que les recettes annuelles de l'État étaient de soixante-dix millions ; ainsi, ce qu'il amassa en vingt ans comme ministre dépassait les revenus impériaux d'une vingtaine d’années ». Dans ses Notes de Yong'an (庸庵笔记), Xue Fucheng (en) avance le chiffre de 230 millions de taels. Le vice-commandant Sabintu (zh) insista : « Les biens de Heshen sont bien plus nombreux que ceux découverts », exigeant d'interroger sous la torture « quatre servantes en charge des registres secrets d'or et d'argent », et de fouiller les environs de sa résidence pour déterrer « les trésors enfouis », afin d'établir la vérité complète.
Étant la plus proche de notre époque parmi les dynasties chinoises, les Qing ont fait de Heshen le fonctionnaire corrompu le plus célèbre de l'histoire. En 2001, il est classé parmi les plus grandes fortunes mondiales par le Wall Street Journal Asia (en). Il demeure l'homme le plus riche du XVIIIe siècle.
Cependant, selon l'Inventaire des biens confisqués de Heshen (查抄和珅家產清單), les biens saisis comprenaient : 4 288 pièces de vaisselle en or, 600 crachoirs en argent, 119 bassins de toilette en or, 5,8 millions de taels d'or pur, 50 000 lingots d'argent sycee, etc. La valeur totale ne dépassa jamais un milliard de taels d'argent.

## Sa relation avec l'empereur Qianlong
Heshen débuta comme garde impérial, chargé de porter les lanternes-tempêtes (zh). À vingt ans, grâce à l'héritage de ses ancêtres, il devint capitaine de cavalerie légère de troisième rang - un poste équivalent à simple soldat. Grâce à son intelligence et sa compétence, il obtint à vingt-trois ans une place dans l'escorte cérémonielle de Qianlong, où il portait les palanquins et les bannières. Sachant saisir sa chance, il démontra son érudition devant l'empereur et devint ministre quatre ans plus tard.
Il cumula de nombreuses fonctions, dont les plus importantes furent ceux de collecteur des taxes à la porte Chongwen (en), gestionnaire du trésor impérial (neiwufu, finances personnelles de l'empereur) et administration du trésor national. À sa prise de fonction, les caisses impériales et nationales étaient vides, alors que des dépenses cruciales s'imposaient, comme la rédaction du Siku Quanshu, des campagnes militaires, des constructions de palais et mausolées, des travaux fluviaux, et des secours aux sinistrés. Par son génie financier, Heshen remplit les coffres en quelques années, fournissant l'argent nécessaire aux projets de Qianlong. Bien que corrompu, il excellait en gestion financière - ses prédécesseurs avaient été limogés pour leur incapacité à redresser les finances.
À soixante ans, Qianlong nomma ce stratège fiscal intraitable. Leur complicité fut parfaite : lors des tournées impériales au Sud, ils punissaient les fonctionnaires corrompus, tout en savourant les plaisirs de la cour. Heshen servit son maître avec une loyauté anxieuse, tandis que Qianlong maniait à son égard une autorité alternant faveurs et menaces, maîtrisant l'art du pouvoir impérial,.
Les chroniques non officielles rapportent qu'un prince impérial, ayant brisé une « perle luminescente nocturne » (夜明珠, yemingzhu) gros comme un œuf de caille emprunté à Qianlong, se précipita chez Heshen. Ce dernier lui offrit immédiatement une perle grosse comme un œuf d'autruche pour apaiser l'empereur - preuve de sa fabuleuse richesse.
Le lendemain de la mort de Qianlong, son protecteur, le nouvel empereur Jiaqing le fit arrêter. Dix jours plus tard, Heshen reçut l'ordre de se suicider avec une écharpe de soie blanche.

## Commentaires sur Heshen
Wu Xiongguang (zh) dans Histoire des Qing - Manuscrit provisoire (清史稿) ：Quiconque nourrit des desseins perfides doit s'attirer la faveur du peuple. Or, Heshen n'avait pratiquement aucun partisan, qu'ils soient Mandchous ou Han. Même s'il avait secrètement projeté une rébellion, qui l'aurait suivi ?.
Qianlong ：Il recevait et transmettait les édits impériaux et les instructions, maîtrisant à la fois le mandchou et le chinois. Au milieu de l'afflux incessant des rapports militaires, il était seul à pouvoir les analyser clairement et trancher les décisions. Lors de la pacification du Saral, il avait également dirigé les opérations militaires. Récompensé d’un titre de noblesse pour sa loyauté, il finit par devenir un pilier de l’État.
George Macartney：Son teint était clair et distingué, ses manières élégantes. Il conversait avec esprit, et autour des couverts rituels, il agissait avec aisance. Rien, qu'il s'agisse de grandes ou petites affaires, ne résistait à son arbitrage en un mot. Véritablement, il avait l'allure d’un grand ministre